# 조지 W. 노리스
조지 윌리엄 노리스(George William Norris, 1861년 7월 11일 ~ 1944년 9월 2일)는 미국의 정치인이다. 1913년부터 1943년까지 네브래스카주를 대표하는 연방 상원의원을 지냈다. 소속 정당은 공화당이었지만 자유주의 성향이 투철해 여러 개혁 법안을 제안했으며, 결국 1936년에는 공화당을 탈당하였다.

## 어린 시절
오하이오주 선더스키군의 요크 군구에서 태어났다. 조지의 형이 남북 전쟁에서 전사한지 단 1달 후에 노리스가 4세때 그의 부친이 사망하였다. 노리스는 가난한 농부 가족의 11번째 자식이었다. 그의 모친은 그에게 그 빈곤을 벗어나는 도움을 주는 데 그의 교육을 지속하도록 그를 격려하였다.
대학에 있던 동안 노리스는 농사와 교습에 의하여 돈을 벌었다. 어쩌다 그는 자신이 일할 수 있도록 전체의 학기들을 쉬려고 하였다. 이 일은 오하이오주 베리아에서 볼드윈 대학교에서 수학한 많은 학생들의 진실이었다.
노리스는 토론에 위대한 솜씨를 가져 로스쿨에 가기로 결정하였다. 그는 1883년 인디애나주 밸퍼래시오에 있는 인디애나 주립 보통학교로부터 법학 학위와 함께 졸업하였다.

## 네브래스카주로 이주
자신의 모친으로부터 선물로서 대지의 80 에이커와 자신의 누이들 중 한명으로부터 300 달러의 대부금의 증서로 노리스는 1885년 네브래스카주 비트리스로 이주하였다. 그의 다음의 집은 1890년 플로마 래슐리에게 결혼하고 도시의 변호사로 지낸 네브래스카주의 비버시티에 있을 것이었다.
1899년 그는 자신의 가족을 맥쿡으로 이주시켜 판사가 되었다. 그는 농부들이 자신들의 대지를 위하여 지불할 수 없어 떠나는 데 강요되었을 때 농장 저당물의 충격을 목격하였다. 곡물에 혹독한 날씨의 몇년 후에 노리스는 어떤 농부들이 잃은 그들의 대지들을 미루는 데 합법적인 방법을 찾았다. 그의 부인 플러마 여사가 1901년에 사망하였다.

## 연방 하원과 연방 상원
1902년 노리스는 공화당원으로서 미국 하원으로 선출되었고, 이듬해 엘리 레너드와 재혼하였다. 그는 하원과 함께 5개의 기간을 지낸 동안 반항적으로 알려졌다. 그는 1912년 무소속으로서 미국 상원으로 선출되었다. 그는 또한 거기서도 1942년까지 5개의 기간을 지내 의회에서 총 40년이나 있었다. 그 시간 동안 그는 상원들의 직접 선거를 성원하였다. 그는 확인된 고립주의자였다. 그는 다른 국가들의 문제들과 방해가 또다른 세계 대전으로 이끌 수 있다는 것을 두려워하였다. 그는 중국에서 일본군의 폭력의 끔찍한 사진들을 보았을 때 자신의 마음을 바꾸었다.

난 정부의 업무에서 잘못과 악을 부인하는 데 최선을 다하였다. - 1942년 상원 조지 W. 노리스

1932년 뉴욕주 연방 하원 피오렐로 라과디아와 더불어 노리스는 노리스-라과디아 법의 통과를 보증하였다. 그것은 고용의 상태로서 노동 조합에 가입하지 않는 고용인의 예상 고용주들의 관행을 금지하여 거대하게 파업에 법원 명령의 이용을 제한시켰다.

## 레임덕 수정 조항
워싱턴 D. C.에서 자신이 네브래스카주를 대표한 한해 동안 노리스 상원의 성취들은 미국 헌법에 수정 제20조를 쓴 것을 포함하였다. 그것은 또한 "레임덕" 수정 조항으로 알려졌다. 그는 처음 이 수정 조항을 1923년에 제안하였고, 1933년 그것이 통과하는 도움을 주었다. "레임덕"은 직무를 떠날 무렵의 사람이다. 가끔 다음 선거를 패하거나 자신이 다시는 출마하지 않을 것을 공고하는 것 사이의 시간에 별로 끝나지 않는다. 어쩌다 다른 정치인들은 실지로 "레임덕" 공무원을 무시하며 정부를 매우 비생산적으로 만든다.
제20조 수정 조항은 11월 선거와 새롭게 선출된 정치인들이 직무를 차지했을 때 사이에 시간을 단축하였다. 그것은 1월의 첫 월요일에 자신들의 업무를 시작하는 데 새롭게 선출된 의회와 대략 2주 후에 취임되는 데 새로운 대통령을 요구하였다.

## 테네시강 유역 개발 공사

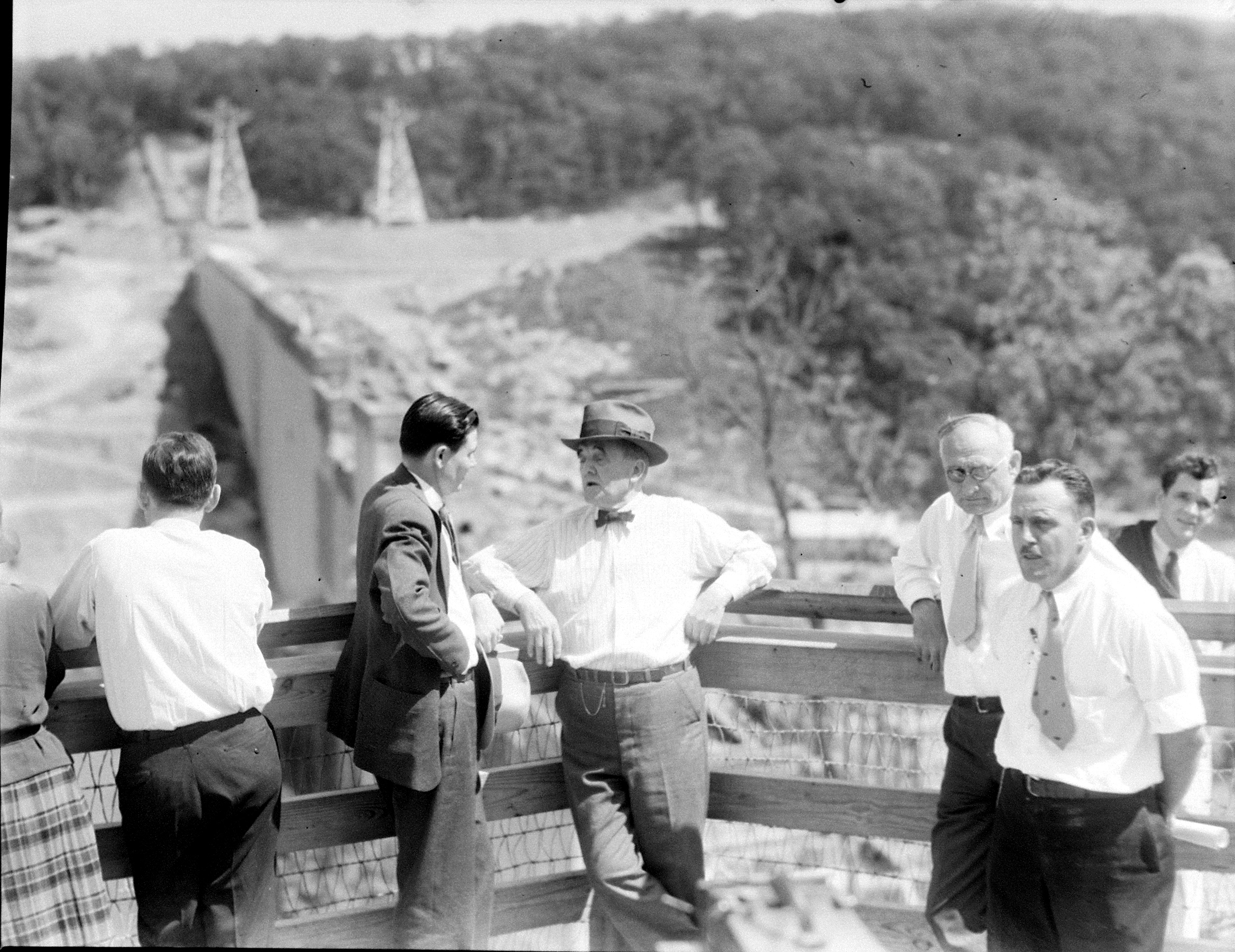
노리스 댐 건설 현장에 나타난 노리스 상원

노리스 상원은 홍수 조절을 공급하고 테네시강에 의하여 배수된 지방에서 전기를 창조한 테네시강 유역 개발 공사 (TVA)와 함께 신용된다.
테네시강 유역 개발 공사는 홍수 조절 뿐만 아니라 그렇지 않으면 그것을 감당할 수 없었던 사람들에게 전기는 물론 가뭄이 있는 동안 농부들에게 물을 가져온 댐들의 이련을 마련하였다.
노리스는 연방 정부가 자연의 자원들을 조절해야 더 많은 미국 시민들이 혜택을 볼 수 있을 것을 믿었다. 노리스는 이 믿음을 행동으로 옮기는 데 테네시강 유역 개발 공사의 작업을 보존하고 완료하는 데 싸웠다.
테네시강 유역 개발 공사는 전국적으로 농장과 대목장으로 결국적으로 전기를 가져온 지방 충전법의 선구자였다.

## 네브래스카주 단원제
노리스 상원은 네브래스카주에서 단원제의 입법을 창조한 네브래스카주 헌법 수정 조항을 쓰고 흥행하였다. 네브래스카주는 50개의 주들 중에 단 하나의 단원제를 가졌다. 노리스는 1931년 자신이 오스트레일리아에서 본 단원제에서 흥미를 가졌다. 그는 네브래스카주의 모든 구획들을 방문하면서 단원제의 채택을 흥행하였다. 단원제는 1934년 투표인들에 의하여 찬성되어 1937년에 시작되었다.
노리스 상원은 똑같은 것을 하는 동안 그것이 선출된 공무원들의 2개의 단체를 가지는 데 무의미했다고 생각하였다. 결과는 그가 옳다는 것을 증명한 것으로 나타난다.

## 퇴직
1942년 노리스는 재선되지 않아 맥쿡으로 퇴직 생활을 하면서 자신의 자서전 〈자유주의자의 투쟁〉을 저서하였다. 그것은 그의 사망 1년 후에 발간되었다.
노리스는 1944년 9월 2일 83세의 나이로 저택에서 사망하였다. 1961년 그는 네브래스카주 명예의 전당으로 헌액되는 데 첫번째 사람이었다.

## 역대 선거 결과
| 선거명      | 직책명                          | 대수 | 정당   | 득표율   | 득표수    | 결과 | 당락                       |
| ----------- | ------------------------------- | ---- | ------ | -------- | --------- | ---- | -------------------------- |
| 1902년 선거 | 하원의원 (네브래스카 제5선거구) | 58대 | 공화당 | 49.48%   | 14,927표  | 1위  | 네브래스카주 하원의원 당선 |
| 1904년 선거 | 하원의원 (네브래스카 제5선거구) | 59대 | 공화당 | 56.11%   | 19,645표  | 1위  | 네브래스카주 하원의원 당선 |
| 1906년 선거 | 하원의원 (네브래스카 제5선거구) | 60대 | 공화당 | 53.13%   | 16,450표  | 1위  | 네브래스카주 하원의원 당선 |
| 1908년 선거 | 하원의원 (네브래스카 제5선거구) | 61대 | 공화당 | 49.41%   | 20,649표  | 1위  | 네브래스카주 하원의원 당선 |
| 1910년 선거 | 하원의원 (네브래스카 제5선거구) | 62대 | 공화당 | 53.69%   | 19,929표  | 1위  | 네브래스카주 하원의원 당선 |
| 1912년 선거 | 상원의원 (네브래스카 제2부)     | 63대 | 공화당 | 단독후보 | 무투표    | 1위  | 네브래스카주 상원의원 당선 |
| 1918년 선거 | 상원의원 (네브래스카 제2부)     | 66대 | 공화당 | 54.52%   | 119,486표 | 1위  | 네브래스카주 상원의원 당선 |
| 1924년 선거 | 상원의원 (네브래스카 제2부)     | 69대 | 공화당 | 62.56%   | 274,647표 | 1위  | 네브래스카주 상원의원 당선 |
| 1930년 선거 | 상원의원 (네브래스카 제2부)     | 72대 | 공화당 | 56.84%   | 247,118표 | 1위  | 네브래스카주 상원의원 당선 |
| 1936년 선거 | 상원의원 (네브래스카 제2부)     | 75대 | 무소속 | 43.82%   | 258,700표 | 1위  | 네브래스카주 상원의원 당선 |
| 1942년 선거 | 상원의원 (네브래스카 제2부)     | 78대 | 무소속 | 28.64%   | 108,899표 | 2위  | 낙선                       |